# I'm Going Slightly Mad

"I'm Going Slightly Mad" je singl britanskog rock sastava "Queen". Nalatzi se kao druga pjesma na albumu "Innuendo". Singl je objavljen 4. ožujka 1991. godine. Na "B" strani se nalaze "Lost Opportunity" i "The Hitman". Pjesmu je napisao Mercury uz pomoć Petera Starkera inspiriran raznim oblicima ludila od kojih pate bolesnici od SIDE (kroz što je vjerojatno i sam prolazio).
Mika u svojoj pjesmi Grace Kelly aludira na ovu pjesmu stihovima: "And then I tried a little Freddie, hmm; I've gone identity mad!".
Iste godine objavljena je na kompilaciji Greatest Hits II. 

## Glazbeni spot
Snimanje spota bilo je potresno svjedočanstvo za sve nazočne. Mercury je na snimanje stigao u bolesničkom krevetu na kojem se i odmarao tijekom pauza snimanja. Spot je snimljen u crno-bijeloj tehnici da se prekrije Mercuryjevo stanje, koji je bio našminkan teškom šminkom i nosio je duplo odijelo da se prekrije slabost njegovog organizma. Brian May je obučen u Pingvina, Roger Taylor je na glavi nosio čajnik, John Deacon je bio obučen u dvorsku ludu dok je Mercury na glavi nosio bunt banana. Čovjek koji je odjeven u gorilu zapravo je pjevač Elton John.

## Vanjske poveznice
- Tekst pjesme I'm Going Slightly Mad